# 이시다정
이시다정(石田町)은 나가사키현 이키섬의 남동부에 위치했던 정이며, 이키군에 속했다. 2004년 3월 1일에,  고노우라정, 가쓰모토정, 아시베정과 합병, 시로 승격해 이키시가 되어 이시다정은 소멸하였다.

## 지리
이키섬 남동부에 위치해 있다.

## 역사
헤이안 시대 중기에 편찬된 『와명류주초(和名類聚抄)』에 따르면, 이키시마 이시다군 고쇼(五郷)의 하나로 이시다마치 동부 일대를 이시다(石田郷)에서 따왔다. 이시다의 지명 유래에 대해서는 논 안에 이시다석이라는 돌이 있었기 때문이라고 전해진다. 나라 시대부터 헤이안 시대 초기에는 '이바타(伊波多)', '이시다노(石田野)', '이노타(伊之太)'라고도 표기되었다.
- 1889년 4월 1일 - 정촌제 시행에 의해 이시다군 이시다촌이 성립하였다.
- 1896년 4월 1일 - 군제 시행에 의해 이키군과 이시다군이 합병해 새로운 이키군이 성립하였다. 동일 이키군 이시다촌 관할권이 되었다.
- 1970년 8월 1일 - 정으로 승격해 이시다정이 되었다.
- 2004년 3월 1일 - 고노우라정, 가쓰모토정, 아시베정과 합병, 시로 승격해 이키시가 성립해 이시다정은 소멸하였다.